# Synema lineatum
Synema lineatum es una especie de araña cangrejo del género Synema, familia Thomisidae, orden Araneae.

## Distribución
Esta especie se encuentra en Singapur.

## Taxonomía
Fue descrita por Thorell en 1895.
Tratamiento taxonómico
La especie aparece registrada y publicada en Decas aranearum in ins. Singapore a Cel. Th. Workman inventarum. Bullettino della Società Entomologica Italiana 26(3/4, 1894): 321–355.